# Virgil van Dijk

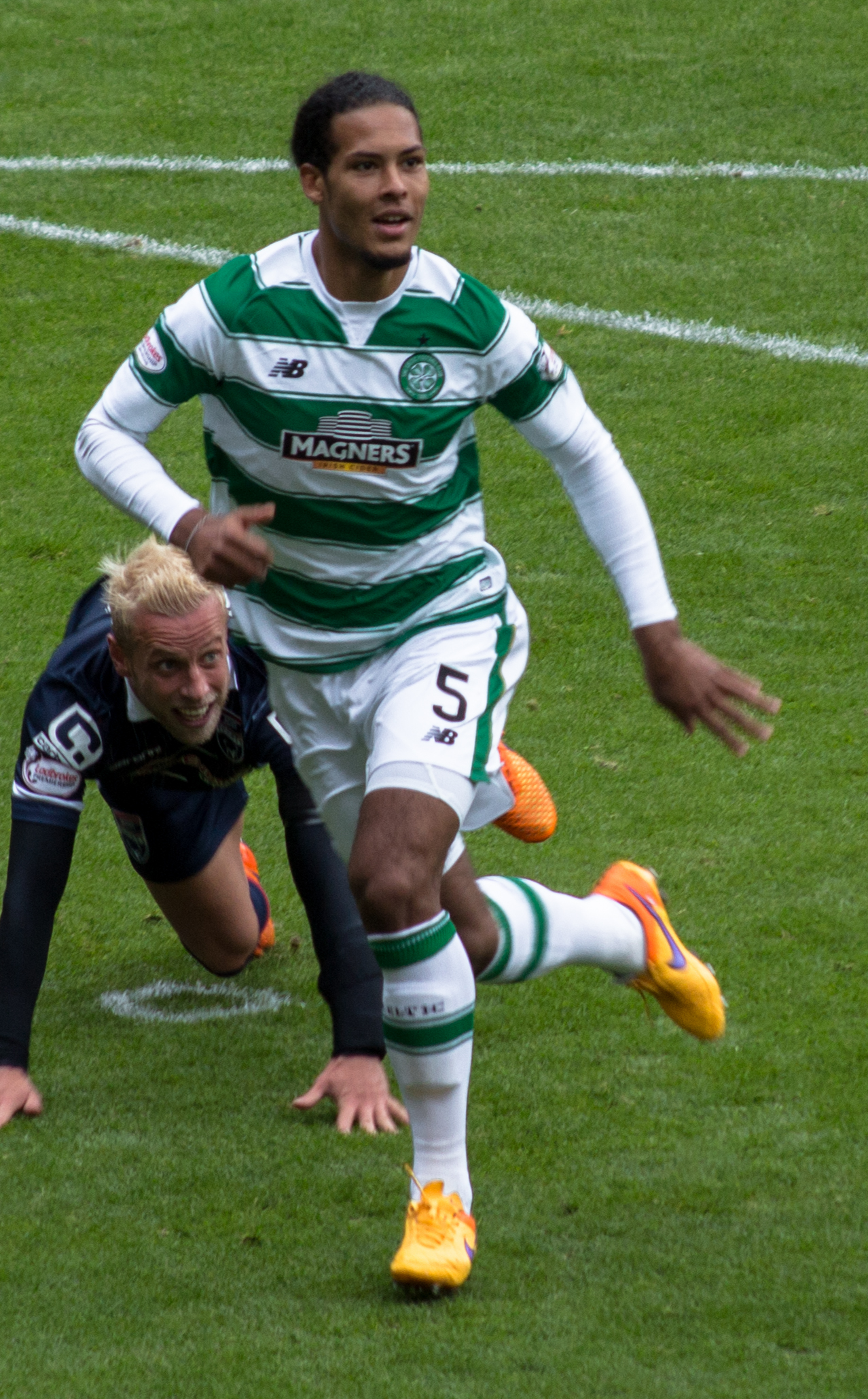
Van Dijk w barwach Celticu (2015)

Virgil van Dijk (wym. [ˈvɪr.d͡ʒɪl vɑn.ˈdɛik]; ur. 8 lipca 1991 w Bredzie) – holenderski piłkarz występujący na pozycji obrońcy w angielskim klubie Liverpool, którego jest kapitanem oraz w reprezentacji Holandii, której również jest kapitanem. Piłkarz Roku UEFA w sezonie 2018/19. 
Uczestnik Mistrzostw Świata 2022 oraz Mistrzostw Europy 2024. Piłkarz roku Premier League w sezonie 2018/19. Zdobywca Ligi Mistrzów w sezonie 2018/19. 

## Kariera klubowa

### Początki
Karierę piłkarską zaczynał w Willem II Tilburg, zanim przeszedł do FC Groningen w 2010 na zasadzie wolnego transferu. 1 kwietnia 2011 zadebiutował w barwach FC Groningen w meczu z ADO Den Haag. W sezonie 2011/2012 zagrał 23 spotkania w lidze. Pierwszego gola w klubie trafił przeciwko Feyenoordowi 30 października 2011. W ciągu dwóch lat zdobył siedem goli.

### Celtic
21 czerwca 2013 podpisał czteroletni kontrakt ze szkockim Celtikiem. Zadebiutował 17 sierpnia z ligowym meczu z Aberdeen, wchodząc z ławki rezerwowych. Tydzień później zagrał w podstawowym składzie w meczu z Inverness. 9 listopada zdobył pierwszą bramkę w szkockiej lidze i przyczynił się do zwycięstwa swojej drużyny. W dniu 26 stycznia 2015 ponownie trafił do bramki rywali, przyczyniając się do 11 ligowego zwycięstwa Celticu z rzędu. 25 lutego otrzymał czerwoną kartkę w starciu z Peterem Pawlettem. Tym samym jego drużyna poniosła pierwszą porażkę w sezonie. 7 maja wraz z Celtickiem zdobył mistrzostwo Szkocji. Był jednym z trzech graczy The Bhoys, którzy znaleźli się w drużynie roku Scottish Premiership.
22 lipca 2015 zdobył dwa gole podczas meczu z Reykjavíkur w ramach eliminacji do Ligi Mistrzów. 21 stycznia 2015 został wyrzucony z boiska w 36. minucie meczu z Interem Mediolan. 15 marca zagrał w finale Pucharu Ligi Szkockiej na Hampden Park, gdzie Celtic pokonał Dundee United 2:0. 19 kwietnia zdobył bramkę z rzutu wolnego, jednak nie pomogła ona w awansie do finału Pucharu Szkocji. Celtic ponownie triumfował w lidze, a Van Dijk drugi rok z rzędu znalazł się w najlepszej drużynie roku szkockiej Premiership.

### Southampton
W sezonie 2015/2016 podpisał kontrakt z Southampton po tym, jak Celtic nie awansował do rozgrywek Ligi Mistrzów. Zadebiutował 12 września w meczu Premier League z drużyną West Bromwich Albion. Dwa tygodnie później zdobył swoją pierwszą bramkę dla Świętych w domowym meczu ze Swansea City.
7 maja 2016 podpisał nową 6-letnią umowę.

### Liverpool
27 grudnia 2017 ustalono warunki transferu do Liverpoolu. Oficjalnie piłkarzem tego klubu został 1 stycznia 2018, w dniu otwarcia okienka transferowego. Zadebiutował w meczu trzeciej rundy FA Cup przeciwko Evertonowi, strzelając zwycięską bramkę w końcówce spotkania. W sezonie 2018/2019 wygrał z Liverpoolem Ligę Mistrzów UEFA. Został także mistrzem Anglii sezonu 2019/2020 z tą drużyną.

## Kariera reprezentacyjna
W dorosłej reprezentacji Holandii zadebiutował 10 października 2015 w eliminacyjnym meczu do Mistrzostw Europy 2016. Holendrzy odnieśli wówczas zwycięstwo nad Kazachstanem 2:1.

## Statystyki

### Klubowe
(aktualne na dzień 3 czerwca 2025)
| 2010/11            | Groningen          | Eredivisie              | 5   | 2  | 0  | 0 | —  | — | —  | — | — | — | 5   | 2  |
| 2011/12            | Groningen          | Eredivisie              | 23  | 3  | 1  | 0 | —  | — | —  | — | — | — | 24  | 3  |
| 2012/13            | Groningen          | Eredivisie              | 34  | 2  | 3  | 0 | —  | — | —  | — | — | — | 37  | 2  |
| 2013/14            | Celtic             | Scottish Premier League | 36  | 5  | 2  | 0 | 1  | 0 | 8  | 0 | — | — | 47  | 5  |
| 2014/15            | Celtic             | Scottish Premier League | 35  | 4  | 5  | 4 | 4  | 0 | 14 | 2 | — | — | 58  | 10 |
| 2015/16            | Celtic             | Scottish Premier League | 5   | 0  | —  | — | —  | — | 5  | 0 | — | — | 10  | 0  |
| 2015/16            | Southampton        | Premier League          | 34  | 3  | 1  | 0 | 3  | 0 | —  | — | — | — | 38  | 3  |
| 2016/17            | Southampton        | Premier League          | 21  | 1  | 1  | 1 | 2  | 0 | 6  | 2 | — | — | 30  | 4  |
| 2017/18            | Southampton        | Premier League          | 12  | 0  | —  | — | 0  | 0 | —  | — | — | — | 12  | 0  |
| 2017/18            | Liverpool          | Premier League          | 14  | 0  | 2  | 1 | —  | — | 6  | 0 | — | — | 22  | 1  |
| 2018/19            | Liverpool          | Premier League          | 38  | 4  | 0  | 0 | 0  | 0 | 12 | 2 | — | — | 50  | 6  |
| 2019/20            | Liverpool          | Premier League          | 38  | 5  | 1  | 0 | 0  | 0 | 8  | 0 | 3 | 0 | 50  | 5  |
| 2020/21            | Liverpool          | Premier League          | 5   | 1  | 0  | 0 | 2  | 0 | 0  | 0 | 1 | 0 | 8   | 1  |
| 2021/22            | Liverpool          | Premier League          | 34  | 3  | 5  | 0 | 3  | 0 | 9  | 0 | 0 | 0 | 51  | 3  |
| 2022/23            | Liverpool          | Premier League          | 32  | 3  | 0  | 0 | 0  | 0 | 8  | 0 | 1 | 0 | 41  | 3  |
| 2023/24            | Liverpool          | Premier League          | 36  | 2  | 3  | 1 | 4  | 1 | 5  | 0 | 0 | 0 | 48  | 4  |
| 2024/25            | Liverpool          | Premier League          | 37  | 3  | 0  | 0 | 3  | 1 | 9  | 1 | 0 | 0 | 49  | 5  |
| Łącznie w karierze | Łącznie w karierze | Łącznie w karierze      | 439 | 41 | 24 | 7 | 22 | 2 | 89 | 7 | 5 | 0 | 579 | 57 |

### Reprezentacyjne
(aktualne na dzień 3 czerwca 2025)
| Drużyna narodowa | Rok  | Mecze | Punkty |
| ---------------- | ---- | ----- | ------ |
| Holandia         | 2015 | 3     | 0      |
| Holandia         | 2016 | 9     | 0      |
| Holandia         | 2017 | 4     | 0      |
| Holandia         | 2018 | 8     | 3      |
| Holandia         | 2019 | 9     | 1      |
| Holandia         | 2020 | 5     | 0      |
| Holandia         | 2021 | 6     | 1      |
| Holandia         | 2022 | 10    | 1      |
| Holandia         | 2023 | 10    | 1      |
| Holandia         | 2024 | 14    | 2      |
| Holandia         | 2025 | 2     | 0      |
| Suma             | Suma | 80    | 9      |

## Sukcesy

### Klubowe
Celtic
- Mistrzostwo Szkocji: 2013/14, 2014/15
- Puchar Ligi Szkockiej: 2014/15

Liverpool
- Mistrzostwo Anglii: 2019/20, 2024/25
- Tarcza Wspólnoty: 2022
- Liga Mistrzów UEFA: 2018/19
- Superpuchar Europy UEFA: 2019
- Klubowe mistrzostwo świata: 2019

Reprezentacyjne
- Wicemistrz Ligi Narodów UEFA: 2018/2019

### Wyróżnienia
- Złota Piłka „France Football” (2. miejsce): 2019
- Piłkarz Roku FIFA (2. miejsce): 2019
- Piłkarz Roku UEFA: 2019
- Gracz roku w Celticu: 2013/2014
- Gracz sezonu w Southampton: 2015/2016
- Drużyna roku ligi szkockiej: 2013/2014, 2014/2015
- Piłkarz roku w Anglii (PFA): 2018/2019
- Piłkarz sezonu Premier League: 2018/2019
- Drużyna sezonu Ligi Mistrzów UEFA: 2017/2018, 2018/2019
- Najlepszy obrońca Ligi Mistrzów UEFA: 2018/2019
- Drużyna Roku UEFA: 2018/2019
- Najlepszy gracz według Goal: 2018/2019
- Gracz sezonu w Liverpool: 2018/2019
- Drużyna roku według FIFPro: 2019
- Drużyna roku według IFFHS: 2019
- Drużyna dekady na świecie według IFFHS: 2011–2020
- Drużyna dekady UEFA według IFFHS: 2011–2020

## Życie prywatne
Ojciec Van Dijka jest Holendrem, a matka pochodzi z Surinamu. Ma córkę. Na meczowej koszulce ma wypisane swoje imię, a nie nazwisko. Według jego wujka Stevena stało się tak z powodu sporu z ojcem, który zostawił jego matkę i dzieci.